# Nome
 For alternative betydninger, se Nome (flertydig). (Se også artikler, som begynder med Nome)
Nome er en kommune i Vestfold og Telemark i Norge. Kommunen har et areal på 434 km² og en
befolkning på 6.571 indbyggere (2006). Det administrative center ligger i Ulefoss. Den grænser i nord til Sauherad og Bø, i sydøst til Skien, i syd til Drangedal og i vest til Kviteseid. Højeste punkt er Knarren der er 749 moh.
Kommunen ligger på vestsiden af Nordsø- og Telemarkskanalen. Ulefoss er et af landets ældste industristeder med savværksdrift fra 1500-tallet og minedrift fra 1600-tallet. Her findes blandt andet de nedlagte Søve gruber. Ulefos Jernværk, som fortsat er i drift, blev grundlagt i 1657. Det ejes af en gren af familien Cappelen, som fra 1835 har holdt til på Ulefoss, i Holden hovedgård.
På en bakke nord for Ulefoss sluse ligger Ulefos Hovedgaard, et fremragende arkitektonisk bygningsværk i empirestil. Ejendommen har fra 1700-tallet været ejet af en gren af familien Aall.

## Personer fra Nome
- Niels Aall († 1854), regeringsmedlem, grosserer og eier av Ulefos Hovedgaard
- Diderik von Cappelen († 1866)
- August Cappelen († 1852)
- Gisle Straume († 1988), skuespiller
- Martin Gunnar Knutsen († 2001) politiker, modstandsmand, formand i NKP 1975–1982, voksede op i Ulefoss[2]
- Alf Haugland († 2012), digter
- Atle Skårdal (1966-), alpinist
- Magne Sturød (1975-)
- Linn-Jeanethe Kyed (1981-), manusforfatter[3]